# Троицкий сельсовет (Бузулукский район)
Троицкий сельсовет — муниципальное образование в Бузулукском районе Оренбургской области.
Административный центр — село Троицкое.

## Административное устройство
В состав сельского поселения входят 4 населённых пункта:
- село Троицкое,
- деревня Мотовилово,
- посёлок Подгорный,
- посёлок Боровский.

## Достопримечательности
- Памятники природы — Евграфов родник, Еграшин сад.
- Памятник кавалеру трёх орденов Славы Ткаченко Александру Платоновичу (1917—1978).
- Историческое место: г. Шихан — место отдыха дивизии Чапаева после боя под Жилинкой.